# Nitin Ganatra
Nitin Chandra Ganatra est un acteur britannique né le 21 février 1968 au Kenya. Il mesure 1,70 m. En 2004, il se marie avec Meera Thakrar.
Il est principalement connu pour ses rôles dans Coup de foudre à Bollywood, Charlie et la Chocolaterie, la série EastEnders et Mumbai Calling.